# Цыра
Цыра (рум. Ţîra) — село в Флорештском районе Молдавии. Наряду с сёлами Гиндешты, Хыртоп и ж/д станцией Цыра входит в состав коммуны Гиндешты.

## История
В Молдавской ССР село носило название Ленинский, при этом железнодорожная станция называлась официально Цыра.

## География
Село расположено на высоте 98 метров над уровнем моря.

## Население
По данным переписи населения 2004 года, в селе Цыра проживает 261 человек (133 мужчины, 128 женщин).
Этнический состав села:
| Национальность | Число жителей | Процентный состав |
| -------------- | ------------- | ----------------- |
| молдаване      | 257           | 98,47             |
| русские        | 2             | 0,77              |
| украинцы       | 1             | 0,38              |
| прочие         | 1             | 0,38              |
| Всего          | 261           | 100 %             |

## Известные уроженцы
- Светлана Коандэ (Тылту) — философ, выпускник Московского Университета, профессор Молдавского госуниверситета.